# La Grande de Madrid
La Grande de Madrid ist eine spanische Salsaband.

## Werdegang
Sänger der Gruppe La Grande de Madrid ist Carlos Nuño, der die Gruppe mit seinem Gesang, der stark an Julio Iglesias erinnert, bekannt machte. Auch bei den Texten gibt es Parallelen zu dem bekannten spanischen Sänger. Carlos Nuño (geb. in Valencia/Spanien) nahm während seiner musikalischen Laufbahn mehr als 15 Alben auf. 1993 erlangte er mit seiner Salsaproduktion „La Grande de Madrid“ internationalen Erfolg. Mittlerweile wurden etwa eine Million Tonträger verkauft.  Mit „Corazon Embustero“, „Una Gaviota En Madrid“, „Que Yo Me Voy P'alla“, „Me Va“ und „La Puerta de Alcalá“ hatten sie ihre größten musikalischen Erfolge.

## Diskografie
- Para Puerto Rico Y El Mundo (1993)
- Romantico Y Algo Mas (2007)